# Nicoletta Neri
Nicoletta Neri (Torino, 28 giugno 1914 – 15 agosto 2000) è stata una traduttrice e anglista italiana.

## Biografia
Piemontese, figlia di Ferdinando e Paola Gariazzo (che la lasciò orfana a dieci anni), ebbe un fratello, Agostino, morto suicida. Si laureò in lettere nel 1936 all'Università degli Studi di Torino. Insegnò letteratura inglese a Manchester e Los Angeles; fu lettrice di lingua e letteratura inglese presso l'Università di Torino. Fu traduttrice dal francese e dall'inglese; si segnalano, tra le altre, le versioni de Il candore di padre Brown di Gilbert Keith Chesterton (che conobbe personalmente) e dell'Ivanhoe di Walter Scott.
Vegetariana e amante degli animali, partecipò alla Resistenza e fu membro di un'associazione antimafia siciliana.